# Astapa signata
Astapa signata är en fjärilsart som beskrevs av Paul Dognin 1911. Astapa signata ingår i släktet Astapa och familjen tandspinnare. Inga underarter finns listade i Catalogue of Life.